# Ильина, Елена Никоновна
Елена Никоновна Ильина (21 июня 1927, Гостинка, Смоленская губерния — 11 апреля 2001, Темиргоевская, Краснодарский край) — свинарка колхоза «Заря» Курганинского района Краснодарского края. Герой Социалистического Труда.

## Биография
Родилась 21 июня 1927 года в деревне Гостинка (ныне — в Шумячском районе Смоленской области) в крестьянской семье. Русская.
Окончила семилетнюю школу. До 1952 года работала в колхозе «Красный путь» Шумячского района Смоленской области. Выйдя замуж, уехала в Краснодарский край.
В 1952—1955 годах работала дояркой, а в 1955—1982 годах — свинаркой колхоза «Заря» Курганинского района Краснодарского края.
За время работы стала мастером-животноводом первого класса, знатной свинаркой района. За достижение высоких показателей по итогам работы в восьмой пятилетке награждена орденом Ленина.
Указом Президиума Верховного Совета СССР от 6 сентября 1973 года за большие успехи, достигнутые во Всесоюзном социалистическом соревновании и проявленную трудовую доблесть в выполнении принятых обязательств по увеличению производства и заготовок продуктов животноводства в зимний период 1972—1973 годов, Ильиной Елене Никоновне присвоено звание Героя Социалистического Труда с вручением ордена Ленина и золотой медали «Серп и Молот».
С 1982 года — на пенсии, персональный пенсионер союзного значения.
Жила в станице Темиргоевская Краснодарского края.
Умерла 11 апреля 2001 года в Курганинском районе.
Четыре созыва подряд избиралась депутатом Краснодарского краевого Совета народных депутатов, неоднократно депутатом райсовета, членом райкома профсоюза работников агропромышленного комплекса
Награждена 2 орденами Ленина (08.04.1971, 06.09.1973), медалями, а также 2 медалями ВДНХ СССР.

## Награды
- Золотая медаль «Серп и Молот» (06.09.1973);
- Орден Ленина (08.04.1971).
- Орден Ленина (06.09.1973).
- Медаль «За трудовую доблесть»
- Медаль «В ознаменование 100-летия со дня рождения Владимира Ильича Ленина» (6 апреля 1970)
- и другими

## Память

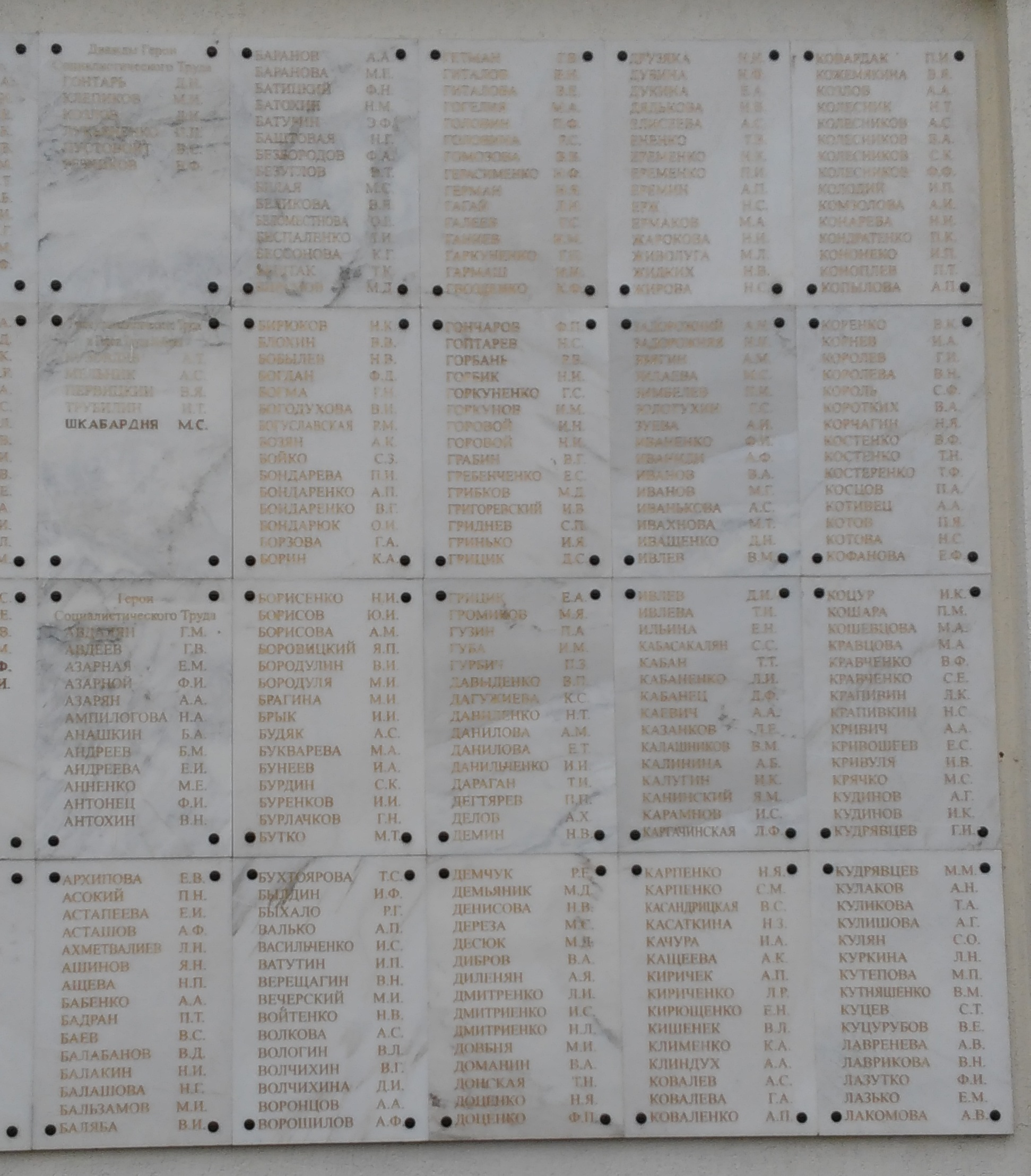
Мемориальная доска с именами Героев Социалистического Труда Кубани и Адыгеи

- В Краснодаре установлена мемориальная доска с именами Героев Социалистического Труда Кубани и Адыгеи
- Постановлением бюро Курганинского райкома КПСС, исполкома районного Совета народных депутатов, райкома профсоюза работников агропромышленного комплекса был учреждён приз имени Героя Социалистического Труда Е. Н. Ильиной для награждения свинарок за получение наибольшего количества поросят на свиноматку с высшим отъёмным весом. Приз присуждается ежегодно[1].